# 東京タイツ
東京タイツ(とうきょうタイツ)は太田プロダクションに所属していたお笑いコンビ。2010年12月解散。

## メンバー
- イッキ（本名:伊藤一毅（いとういっき）、1972年1月7日 - ）

ツッコミ担当。立ち位置は右。埼玉県出身。身長168cm、血液型A型。
- 清水聖（しみず さとし、1974年1月15日（51歳） - ）

ボケ担当。立ち位置は左。大分県出身。身長160cm、血液型O型。
解散後は、「かがわの水割」として活動している。

## 来歴・芸風
- 俳優としても活動する2人により結成。
- キングオブコント2009では2回戦突破。
- 『月笑』など、太田プロダクション主催のお笑いライブに参加している。
- コントが多く、タイガーマスクなどキャラクターに扮したネタも持つ。
- 2010年12月解散。清水は太田プロに残りピン芸人「かがわの水割」として活動。イッキはアクロス エンタテインメントに移籍。

## 出演番組

### バラエティ
- 爆笑レッドシアター（フジテレビ） - 「ホワイトシアター」に出演。
- お笑い図鑑 ハマヌキ（tvk）

### テレビアニメ
- 天体戦士サンレッドシリーズ（tvkなど） - 役はイッキがメダリオ、デビルねこ等、清水が戦闘員2号、カーメンマン、モスキー。
- カレーの国のコバ〜ル - 清水のみ、ルゥ大王 役
- ケツ犬 - イッキのみ、無名キャラ
- これはゾンビですか? - 漫才師 役
- SKET DANCE - イッキのみ、田畑俊彦（トシ）役
- ペルソナ4 - イッキのみ、無名キャラ
- これはゾンビですか? オブ・ザ・デッド - イッキのみ、ゴリラメガロ 役
- ブラッドラッド - イッキのみ、ハトムネ運送(1) 役

### ゲーム
- ROOMMANIA＃203（ネジタイヘイ）※声の出演・モーションアクター。清水のみ
- ニュールーマニア ポロリ青春（ネジタイヘイ）※声の出演・モーションアクター。清水のみ
- 視て聴いて脳で感じてクロスワード天国
- THE LAST STORY - モーションキャプチャー

### ラジオ
- 喫茶アマゾン（インターネットラジオ） - 「月いちトモコサン」内のラジオドラマ。清水のみ。脚本を担当する回も。

### その他
- ゴーゴー!シューパーガール!（セラニポージのアルバム「オチャメカン」付属DVDのショートムービー。清水のみ。）